# Marcel de Graaff
Pour les articles homonymes, voir de Graaff.
Marcel de Graaff, né le 7 avril 1962 à Rotterdam, est un homme politique néerlandais. Membre du Parti pour la liberté (PVV), il est élu député européen de 2014 à 2019 et de 2020 à 2024.

## Biographie
Membre du Parti pour la liberté (PVV), il est sénateur des Pays-Bas du 7 juin 2011 au 1er juillet 2014 et président du groupe parlementaire du PVV à la chambre haute néerlandaise. Il est élu député européen le 22 mai 2014. En juin 2015, il devient, aux côtés de Marine Le Pen, co-président du nouveau groupe de l'Europe des nations et des libertés, puis avec Nicolas Bay à la suite de l'élection de Marine Le Pen à l'Assemblée nationale.
Il est élu au parti néerlandais Forum pour la démocratie, dirigé par Thierry Baudet.
Il quitte le Parlement européen à la fin de la 8e législature en juillet 2019 mais retrouve un siège le 1er février 2020, lors de la réattribution de sièges supplémentaires à la suite du Brexit.